# 捷伊薩里夫河
捷伊薩里夫河（烏克蘭語：Тейсарівка），是烏克蘭的河流，位於該國西部，流經利沃夫州，屬於斯特雷河的左支流，發源自捷伊薩里夫西南部附近，河道全長25公里，流域面積56平方公里。